# Рудяк Євген Георгійович
Євген Георгійович Рудяк (рос. Евгений Георгиевич Рудя́к; 1908—1991) — радянський конструктор артилерійських і ракетних систем. Герой Соціалістичної Праці. Лауреат Ленінської премії.

## Біографія
Народився 2 січня 1908 року у станиці Грозненська (нині Грозний).
Закінчив Військово-механічне відділення Ленінградського політехнічного інституту (1932).
Після закінчення інституту працював у конструкторському бюро заводу «Більшовик» у Ленінграді. У передвоєнні роки — начальник КБ і головний інженер заводу. Начальник КБ і головний конструктор проєктів у 1944—1970 роках.
Очолював створення перших в СРСР стартових комплексів шахтного базування і перших пускових установок для запуску ракет із підводних човнів. Доктор технічних наук (1965), професор.
Із 1968 року, після відходу на пенсію, і по 1991 рік — Є. Г. Рудяк викладав у Ленінградському військово-механічному інституті.
Помер 4 квітня 1991 року. Похований в Ленінграді на Большеохтінському кладовищі.

## Розробка
Євген Георгійович Рудяк — учасник і керівник розробки багатьох систем артилерійського і ракетного озброєння.
Під його керівництвом створені:
- 100-мм універсальна зенітна установка,
- гармата Б-37 для баштових установок МК-1,
- 2-гарматна палубно-баштова установка Б-54,
- хитна частина гармати Б-38 для установок МК-4 і МК-5,
- залізничні транспортери з 152-мм гарматами Б-38,
- залізничні батареї для 76-мм зенітних гармат 34К,
- баштова артустановка МК-85,
- пускові установки СМ-60 і СМ-87 для надводного і підводного старту балістичних ракет із підводних човнів,
- стартові установки СМ-59 і СМ-64,
- ряд командно-далекомірних постів для ВМФ,
- перші в СРСР бойові стартові комплекси шахтного базування «Шексна-В»,
- перші проєкти шахтних пускових установок для ракет Р-36М («Сатана»).

## Нагороди та звання
- Герой Соціалістичної Праці — Указом Президії Верховної Ради СРСР (з грифом «не підлягає опублікуванню» від 28 квітня 1963 року «за великі заслуги в справі створення і виробництва нових типів ракетного озброєння, а також атомних підводних човнів і надводних кораблів, оснащених цією зброєю, і переозброєння кораблів Військово-Морського Флоту» з врученням ордена Леніна і золотої медалі «Серп і Молот»[1]
- Ленінська премія (1961)
- Сталінська премія І ступеня (1942) — за розробку нових типів артилерійського озброєння
- Сталінська премія ІІ ступеня (1946) — за розробку конструкції нових зразків морського артилерійського озброєння
- Сталінська премія І ступеня (1951) — за розробку в галузі військової техніки
- Державна премія СРСР (1967)
- заслужений діяч науки і техніки РРФСР (1968).
- три ордена Леніна (16.09.1945; 28.07.1947; 28.04.1963)
- орден Вітчизняної війни I ступеня (18.11.1944)
- два ордена Трудового Червоного Прапора (15.04.1939; 08.08.1944)
- орден Червоної Зірки (18.01.1942)
- інші медалі